# Luka Romero Bezzana
Luka Romero Bezzana (Victoria de Durango, Mèxic, 18 de novembre de 2004) és un futbolista argentí, nascut a Mèxic. Actualment juga com a migcampista ofensiu al Cruz Azul. Ha estat internacional amb la selecció de futbol de l'Argentina en categories per edats fins a la sub-20.

## Carrera esportiva
Luka Romero es va mudar amb la seva família a Espanya amb tan sols tres anys. Primer es van establir a Villanueva de Còrdova, a Andalusia, però posteriorment, a l'edat de set anys, es van mudar a Formentera, on Luka va fitxar per un club de l'illa d'Eivissa. El 2015 va fitxar pel RCD Mallorca, per jugar a les categories inferiors del club balear, on va marcar 230 gols en 108 partits.
El 16 de juny de 2020 va ser convocat per primera vegada amb el primer equip del Mallorca, en un partit de Primera Divisió enfront del Vila-real CF, encara que no va arribar a sortir al camp.
El 24 de juny de 2020 va debutar a Primera Divisió contra el Reial Madrid, de manera que es va convertir, amb 15 anys i 219 dies, en el debutant més jove en tota la història de la lliga.
El 2021 va fitxar per la SS Lazio de la Sèrie A, on va jugar dues temporades, fins que el 2023 el va fitxar l'AC Milan. El gener del 2024, però, el club italià el va cedir a la UD Almeria de la primera divisió espanyola.

## Carrera internacional
Luka Romero ha estat internacional sub-15 amb la selecció de futbol de l'Argentina, amb la qual va disputar el Campionat Sud-americà de Futbol Sub-15 de 2019, on es van proclamar subcampions.